# St. Ulrich (Kindelbrück)

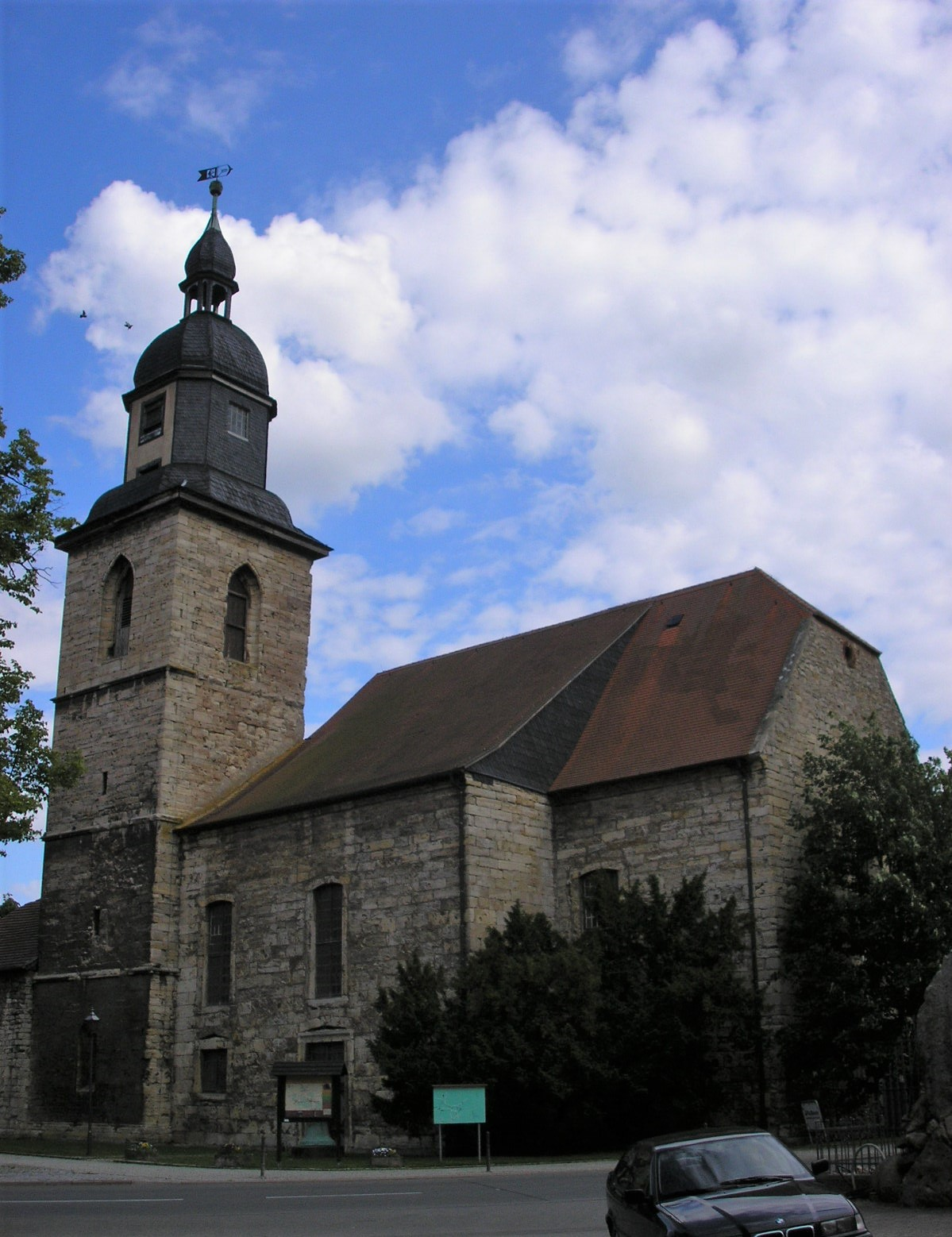
Evangelische Stadtkirche St. Ulrich

Die evangelische Stadtkirche St. Ulrich ist ein denkmalgeschütztes Kirchengebäude in Kindelbrück, einer Landgemeinde im Landkreis Sömmerda (Thüringen). Ursprünglich hatte das Gebäude die Funktion einer Marktkirche. Die Kirchengemeinde gehört zum Pfarrbereich Kindelbrück im evangelischen Kirchenkreis Eisleben-Sömmerda.

## Geschichte und Architektur
Eine Kirche, in der Teile einer Vorgängerkirche enthalten sind, wurde in Kindelbrück 1440 erstmals erwähnt. Danach entstand unter Beibehaltung älterer Teile des Gebäudes, eine große einschiffige Kirche, die mit einem polygonalen Chor schließt. Der Turm steht an der Nordseite. Der Bauverlauf ist nicht endgültig geklärt. Das Gebäude wurde bei dem Stadtbrand im Jahr 1761 stark beschädigt und von 1782 bis 1784 wieder aufgebaut. Bei dieser Maßnahme wurde das Schiff erhöht und erweitert. Als Baumaterial fanden hochwertig behauene Quader aus Travertin Verwendung. Von der bauzeitlichen Substanz ist nur das Westfenster erhalten, allerdings fehlt das Maßwerk, die anderen Fenster wurden im Rahmen des Wiederaufbaus im 18. Jahrhundert eingebaut. Die südliche Wand wurde offensichtlich in Teilen neu aufgemauert, davon zeugt die Bauinschrift 1607. Nähere Erkenntnisse dazu gibt es nicht. Die Chorwände sind durch hohe Maßwerkfenster und Strebepfeiler gegliedert. An der Ostseite steht eine große Sakristei, die vermutlich vom Vorgängergebäude stammt. Das rundbogige Portal an der Ostseite ist mit 1568 bezeichnet, es schiebt sich in ein gotisches Fenster hinein. Mit dem Bau des Nordturmes wurde 1502 begonnen, vollendet wurde er 1522. Die verbaute Chorwand im Norden ist durch zwei Lanzettfenster gegliedert. Vermutlich war sie Teil einer frühgotischen Vorgängerkirche, diese musste dem Neubau des 15. Jahrhunderts weichen. Beide Fenster sind durch die Sakristei verdunkelt. Das Erdgeschoss des Turmes öffnet sich durch einen hohen Spitzbogen nach Osten. Früher war der Raum auch nach Westen geöffnet, ist aber mittlerweile zugemauert. Die Treppe an der Wand führte in das Obergeschoss des Turmes, ist allerdings nicht mehr zugänglich. Der Turmraum und die Sakristei sind kreuzgratgewölbt. Das Kreuzrippengewölbe im Chor wird an der Nordseite von zwei Schildbögen abgefangen, die der älteren Wand vorgelegt sind. Die Sakramentsnische an der Nordostwand des Polygons ist aus der Bauzeit. Im Schiff steht eine zweistöckige, dreiseitige Empore. Die Stände an der Nordseite sind über einen Gang erschlossen. In den Fußboden der Kirche sind zwei Grabsteine eingelassen.

## Ausstattung
Die gesamte Ausstattung stammt aus der Zeit nach 1761
- Über den gotischen Altarblock erhebt sich ein architektonisch gegliederter Aufsatz, das Altarblatt ist ein Bild mit der Darstellung der Maria.
- An der südlichen Seite des Triumphbogens befindet sich die bauchige Kanzel.
- Der Taufstein ist sechsseitig.
- Die Orgel besitzt einen vielseitigen Prospekt, das Werk ist ausgelagert.[5]

## Glocken
Die beiden Glocken goss Johann Georg Ulrich 1762. Beide Glocken mussten 1942 während des Zweiten Weltkrieges abgeliefert werden, eine kam 1949 zurück. Zwei neue Glocken hängen seit 1982 im Turm.

## Ereignisse in der Zeit der Wende 1989/1990 und danach
Mangels staatlicher Unterstützung für die Kirchen in der DDR und aufgrund der allgemeinen Knappheit an Baumaterialien hatte sich über einen längeren Zeitraum der Zustand des Kirchengebäudes St. Ulrich verschlechtert und drohte an einigen Stellen einzustürzen. Das Dach der Apsis war undicht, ein Stein im Kreuzrippengewölbe drohte abzustürzen, die Dachbalken waren schadhaft, an den Emporen blätterte die Farbe ab, die Holzdecke im Kirchenschiff war lückenhaft und die Fenster waren zu einem großen Teil zerstört.
1988 wurde begonnen, die Fenster zu erneuern. 1989 hat mit breiter Hilfe der Jungen Gemeinde und eines engagierten Gemeindekirchenratsmitglieds die Apsis neu gedeckt und der Stein im Kreuzrippengewölbe befestigt und verfugt werden können. Über die mit Beginn des Jahres 1990 im Kindelbrücker Pfarrhaus gedruckte Zeitung – der Hainleite-Expreß – wurde zum Erhalt der Kirche St. Ulrich aufgerufen. 1990 gelang es, neue Dachbalken zu organisieren. In der darauffolgenden Zeit konnte in  kleinen Schritten und mit Unterstützung öffentlicher und kirchlicher Mittel das Kirchenschiff zum großen Teil saniert werden. Die kostenintensive denkmalgerechte Sanierung der Fresken steht noch aus. 
Das alte Altarbild gab es schon lange nicht mehr. Es war durch eine moderne Jesusdarstellung ersetzt worden. Auch die Orgel existierte nur noch im auseinandergebauten Zustand. Später, in Zeiten ohne Pfarrer, verschwanden die Orgelpfeifen nach und nach. Ihr Verbleib ist unklar. Eine bedeutende Notensammlung sowie die Halterungen für Kesselpauken an der Orgel weisen auf ein reiches früheres Kirchenmusikleben hin. 
Inzwischen ist das Kirchenschiff wieder offen und wird von der Kirchengemeinde und der Kommune für Gottesdienste und verschiedenste Veranstaltungen genutzt.